# Germain Bapst
Pour les articles homonymes, voir Bapst.
Germain Bapst (Paris, 20 décembre 1853 - Paris, 9 décembre 1921) est un érudit, bibliophile, collectionneur de souvenirs historiques français.

## Biographie
Aîné d'une fratrie de six enfants, Germain Bapst est issu d'une grande famille de joailliers établis à Paris depuis le XVIIIe siècle. Son père, Paul-Alfred Bapst, fut le dernier joaillier de la Couronne sous le Second Empire. Il est en outre le frère aîné du général Étienne André Bapst. Germain Bapst fait ses études chez les jésuites à Paris avant d'entrer dans la maison familiale que son père dirige avec ses cousins Paul et Jules Bapst. Après la mort de son père en 1879, Germain s’associe avec Lucien Falize. La maison Bapst et Falize est alors sise 6 rue d'Antin, à Paris. Mais se rendant compte qu'il avait plus d'aptitudes pour les études historiques et artistiques que pour le commerce, il rompt avec son associé et lui abandonne la direction de l'entreprise. Il acquiert alors une notoriété particulière d'historien, de collectionneur, et de bibliophile. Membre de nombreuses sociétés savantes, il devient entre autres administrateur du Musée des Arts décoratifs, et membre du Conseil de la Manufacture nationale de Sèvres. Il se marie en 1892 avec Enriqueta de Laska avec laquelle il aura une fille, Andrée  (Audrey Parr), avant de divorcer. 
En 1880, il devient  membre de la Commission de l'Union centrale des beaux-arts appliqués à l'industrie ; dès 1884, il devient membre à la fois du conseil d'administration et de la Commission du musée et participe à plusieurs expositions thématiques. Il devient aussi membre de la Société de l'histoire de Paris et de l'Île-de-France, et membre de la Société des amis des livres. En 1884, il est envoyé en mission dans le Caucase pour le compte du gouvernement, mission qui donnera lieu à plusieurs publications. En 1885, il devient membre de la Société des bibliophiles français, membre de la Société de l'histoire de l'Art français et membre du Conseil de perfectionnement de la Manufacture nationale de Sèvres. Entre  1885 et 1919, il est nommé  membre résidant de la Société nationale des antiquaires de France, et est élu premier vice-président en 1896, puis président de 1897 à 1899 et enfin membre de la commission des fonds de la Société, en 1901. 
Entre 1887 et 1921, il effectue de nombreux dons et legs aux musées du Louvre, du Luxembourg et des Arts décoratifs. En 1889, à l'occasion de l'exposition universelle, il est nommé membre rapporteur des comités d'admission et d'installation de la classe XI (application visuelle des arts du dessin et de la plastique), membre du jury des récompenses cette même classe XI , secrétaire du comité supérieur du groupe II (éducation – enseignement), secrétaire du comité d'organisation de la section V (sociétés de secours mutuels) de l'histoire du travail et membre de la commission de l'exposition militaire, exposant dans les sections II (participation aux bénéfices, associations coopératives de production), III (syndicats professionnels) et V (sociétés de secours mutuels) de l'histoire du travail et dans les classes XI (application visuelle des arts du dessin et de la plastique), 24 (orfèvrerie) et 37 (joaillerie et bijouterie). Entre 1892 et 1893, il tient la fonction de directeur de La Revue contemporaine et devient membre du comité du musée de l'Armée. En 1900, à l'occasion de l' Exposition universelle, il est nommé membre rapporteur du groupe XVIII concernant l'exposition rétrospective des armées de terre et de mer. 
Durant la Première Guerre mondiale, il effectue une tournée de conférences de propagande en France (Avignon, Brest, Nîmes, Tonnerre, Toulouse…).  En outre, il devient délégué régional adjoint de la Société française de secours aux blessés. Parallèlement, il collabore à de nombreuses revues et journaux français tels que la Gazette des Beaux-Arts, la Revue des deux mondes, le Journal des débats, l'Économiste français, Le Temps, et Le Correspondant.
Il meurt en 1921 et est inhumé au cimetière du Père-Lachaise (58e division). Jules Maurice lui rendra hommage au cours de la séance de la Société nationale des antiquaires de France du 4 janvier 1922. Ses études fort nombreuses sont parfois relatives au rôle économique des bijoux, des métaux, à leur provenance, à leurs usages. Il possédait une collection restreinte, mais choisie, qu'il a léguée en partie au Musée du Louvre, au Musée des arts décoratifs de Paris et au Musée du Luxembourg. Il a légué à la Bibliothèque nationale 9 volumes de copies de pièces relevées dans des archives notariales, ainsi que des notes sur les artistes et artisans d'art français et étrangers du XVe au XIXe siècle (Paris BNF (Mss.) : N. A. F. 23299 à 23307).

## Prix et distinctions
Il est lauréat de l'Académie des inscriptions et belles lettres et de l'Académie française : prix Marcelin Guérin, prix Thérouanne et prix Thiers. 
Il est nommé chevalier de la Légion d'honneur le 29 octobre 1889.

## Publications
- Le Musée rétrospectif du métal à l'exposition de l'Union centrale des beaux-arts, Paris, impr. A. Quantin, 1881, 106 p.
- Deux éventails du musée du Louvre, Paris : Morgand et Fatout, 1882, 15 p.
- Inventaire de Marie-Josèphe de Saxe, dauphine de France, Paris, impr. A. Lahure, 1883.
- Testament du roi Jean le Bon et inventaire de ses joyaux à Londres, Paris, impr. A. Lahure, 1884.
- Les Métaux dans l'Antiquité et au Moyen Âge. L'étain, Paris, G. Masson, 1884 (« Bibliothèque de la nature »), 330 p.
- Souvenirs du Caucase : fouilles sur la grande chaîne, Paris, E. Leroux, 1885.
- Souvenirs de deux missions au Caucase, Paris, E. Leroux, 1886.
- Sur la provenance de l'étain dans le monde ancien, extrait du compte rendu des séances de l'Académie des inscriptions et belles-lettres, Paris, Imprimerie nationale, 1886.
- Les Fouilles de Siverskaia (Caucase), Paris, A. Levy, 1887.
- Études sur l'orfèvrerie française au XVIIIe siècle. Les Germain, orfèvres sculpteurs du Roy, Paris, 1887, prix Marcelin Guérin de l’Académie française.
- Du rôle économique des joyaux de la Couronne dans la politique et la vie privée pendant la seconde partie du XVIe siècle, extrait du compte rendu des séances et travaux de l'Académie des sciences morales et politiques, Paris : Alphonse Picard, 1887.
- Rapport présenté au nom de la Commission des arts décoratifs, Union centrale des arts décoratifs, Paris, 1887, 52 p.
- Mémoire sur la provenance de l'étain dans la Haute Antiquité. L'âge du cuivre pur, l'invention du bronze, les pays producteurs de l'étain, Bruxelles : impr. de Polleunis, 1888.
- Catalogue raisonné des pièces d'orfèvrerie française composant la collection du marquis Da Foz, orné de 12 planches gravées par Dujardin, Paris, impr. générale Lahure, 1889.
- Histoire des joyaux de la Couronne de France, d'après des documents inédits, Paris, Hachette, 1889, prix Thérouanne de l’Académie française.
- Essai sur l'histoire des panoramas et des dioramas, extrait des rapports du jury international de l'Exposition universelle de 1889, Paris, Librairie G. Masson, 1891, 30 p.
- Étude sur les mystères au Moyen Âge, Paris : E. Leroux, 1892.
- Essai sur l'histoire du théâtre, orné de 85 gravures, Paris, Librairie Hachette, 1893, prix Thiers de l’Académie française en 1895.
- Les Premières Années du maréchal de Mac-Mahon, Paris, A. Colin, 1894, 80 p.
- Lejeune, Louis-François (1775-1848). Mémoires… De Valmy à Wagram, Paris, 1895.
- Lejeune, Louis-François (1775-1848). Mémoires… En prison et en guerre, Paris, 1896.
- Amiral Bruat (1796-1855), Paris, 1904, 16 p.
- Amiral Hamelin (1796-1864), Paris, 1904, 16 p.
- Le Maréchal Canrobert, souvenirs d'un siècle, Paris, E. Plon-Nourrit et Cie, 1898-1913, 6 t.
- Buste en terre cuite de l'ingénieur Peronnet par François Masson, Paris : impr. générale Lahure, 1919.
- Les Statues des quatre saisons par Pajou, Paris, impr. Frazier-Soye, 1922, 6 p.
- Le Buste de Madame His par Houdon, Paris, impr. Frazier-Soye, s.d., 8 p.